# Филиппов, Степан Егорович
Степан Егорович Филиппов (5 июня 1936 год, село Чура, Мальжагарский наслег, Якутская АССР — 2005 год) — передовик производства, кабельщик-спайщик Якутской городской телефонной сети, Якутская АССР. Герой Социалистического Труда (1981).

## Биография
Родился в 1936 году в селе Чура Мальжагарского наслега, Якутская АССР. Трудовую деятельность начал в колхозе имени Шверника. После службы в армии работал в Якутске монтёром и мастером производственного обучения в Якутской городской телефонной сети.
В 1981 году удостоен звания Героя Социалистического Труда «за выдающиеся производственные достижения, досрочное выполнение заданий десятой пятилетки и социалистических обязательств».

## Награды
- Герой Социалистического Труда — указом Президиума Верховного Совета СССР от 2 апреля 1981 года
- Орден Ленина
- Орден Октябрьской Революции
- Орден Трудового Красного Знамени